# Coptomia mandrakae
Coptomia mandrakae är en skalbaggsart som beskrevs av Renaud Maurice Adrien Paulian 1991. Coptomia mandrakae ingår i släktet Coptomia och familjen Cetoniidae. Inga underarter finns listade i Catalogue of Life.